# Callulina hanseni
Callulina hanseni es una especie de anfibio anuro de la familia Brevicipitidae.

## Distribución geográfica
Esta especie es endémica de Tanzania. Habita alrededor de 1790 m de altitud en las montañas Nguru.

## Etimología
Esta especie lleva el nombre en honor a James Hansen.

## Publicación original
- Loader, Gower, Müller & Menegon, 2010 : Two new species of Callulina (Amphibia: Anura: Brevicipitidae) from the Nguru Mountains, Tanzania. Zootaxa, n.º 2694, p. 26-42.[3]